# Temra Stara
Temra Stara (biał. Тэмра Старая; ros. Темра Старая) – wieś na Białorusi, w obwodzie brzeskim, w rejonie kobryńskim, w sielsowiecie Ostromecz.
Dawniej uroczysko, chutor i majątek ziemski. W dwudziestoleciu międzywojennym leżała w Polsce, w województwie poleskim, w powiecie kobryńskim.